# Castel Colonna
Castel Colonna es una localidad y comune italiana de la provincia de Ancona, región de las Marcas, con 1069 habitantes.

## Evolución demográfica
| Gráfica de evolución demográfica de Castel Colonna entre 1861 y 2001 |
|                                                                      |
| Fuente ISTAT - elaboración gráfica de Wikipedia                      |